# Tyler Hoechlin
Tyler Lee Hoechlin, čteno „heklin“ (* 11. září 1987 Corona, Kalifornie, USA) je americký herec. Jeho první velkou příležitostí byl film Road to Perdition, v němž si po boku Toma Hankse zahrál jeho syna. V televizní produkci je znám zejména jako Martin Brawer ze seriálu Sedmé nebe, Derek Hale ze seriálu Vlčí mládě nebo Superman ze seriálů Supergirl a Superman a Lois.

## Dětství a studium
Narodil se v kalifornské Coroně rodičům Donovi a Lori Hoechlinovým. Má staršího bratra Travise, starší sestru Carrie a mladšího bratra Tannera. V Coroně v roce 2006 absolvoval tamní střední školu Santiago High School. Získal sportovní stipendium ke studiu filmu na Arizonské státní univerzitě v Tempe a poté sociologii na Kalifornské univerzitě v Irvine.

## Sportovní kariéra
Od svých sedmi let hrál baseball. Ve středoškolském druhém ročníku byl jmenován nejlepším obráncem, jako junior získal ocenění pro nejvyspělejšího hráče (Most Improved Player) a jako senior pak trenérskou cenu (Coach's Award). V roce 2004 získal jeho tým titul Mountain View League.
Na Arizonské státní univerzitě hrál v ročníku 2006–2007 v baseballovém týmu Sun Devils jako vnitřní polař s číslem 32 a od 2. února 2007 nastupoval v zápasech národního akademického baseballového turnaje NCAA, několik pozdějších zápasů však zameškal kvůli operaci lokte. Od února 2008 pak zahájil novou sezónu jako jedna z nejnadějnějších posil týmu UC Irvine Anteaters a odehrál za něj celkem 32 zápasů na pozici vnitřního polaře s číslem 4. Např. ještě v roce 2014 hrál za UCI přátelský zápas v rámci absolventského dne.
V minulosti podle vlastního vyjádření opakovaně odmítal některé herecké role ve prospěch baseballu, včetně účasti na filmové sérii Stmívání. Když se však naskytla příležitost jedné z hlavních rolí v televizním seriálu Vlčí mládě a při baseballové hře utrpěl zranění, které ho přinutilo si vybrat, převážilo nakonec herectví.

## Herecká kariéra
S herectvím začínal už v devíti letech. První role přišla v jeho jedenácti letech, kdy získal roli ve video Happy Haunting pro Disney. Ve třinácti letech si zahrál po boku Toma Hankse ve filmu Road to Perdition. Za roli získal cenu Saturn a Young Artist Award. V roce 2003 získal roli Martina Brewera v seriálu Sedmé nebe. Za roli získal v roce 2004 nominaci na cenu Teen Choice Awards. Poté, co seriál v roce 2007 skončil si zahrál menší role v seriálech Kriminálka Miami, My Boys a Castle na zabití. Dále si zahrál ve filmech Grizzly: Pomsta šelmy (2007) a Slunovrat (2008). V roce 2011 si zahrál s Owenem Wilsonem ve filmu Týden bez závazků.
V roce 2011 získal roli Dereka Hale v seriálu stanice MTV Vlčí mládě. Poté, co seriál v roce 2017 skončil, si zahrál v komedii Everybody Wants Some!!, Undrafted a John Stratton: V první linii. V roce 2016 získal roli Supermana v seriálu stanice The CW Supergirl. Za roli získal druhou nominaci na cenu Saturn. Na začátku roku 2016 byl obsazen do role Boyce Foxe ve filmu Padesát odstínů svobody. Ten samý rok se objevil ve filmu The Domestic, po boku Kate Bosworth. Roli Joeho Weidera, zakladatele Mezinárodní federace kulturistiky, si zahrál ve filmu Bigger. Film měl premiéru dne 13. září 2018 v Las Vegas. V roce 2018 byl obsazen do sci-fi dramatu Netflixu Jiný život.

## Filmografie

### Film
| Rok  | Název                                          | Role                          | Poznámky            |
| ---- | ---------------------------------------------- | ----------------------------- | ------------------- |
| 1998 | Disney Sing-Along Songs: Happy Haunting        | Zach                          |                     |
| 1999 | Family Tree                                    | Jeff Jo                       |                     |
| 2001 | Train Quest                                    | Billy                         |                     |
| 2002 | Road to Perdition                              | Michael Sullivan Jr.          |                     |
| 2008 | The Rapture of the Athlete Assumed Into Heaven | atlet                         | krátkometrážní film |
| 2008 | Slunovrat                                      | Nick                          |                     |
| 2011 | Open Gate                                      | Kaleb                         |                     |
| 2011 | Týden bez závazků                              | Gerry                         |                     |
| 2011 | Charlie Brown: Blockhead's Revenge             | Schroeder                     | krátkometrážní film |
| 2012 | Melvin Smarty                                  | Ricky Hershey                 |                     |
| 2016 | Everybody Wants Some!!                         | Glen McReynolds               |                     |
| 2016 | Undrafted                                      | Johnathan "Dells" Dellamonica |                     |
| 2017 | John Stratton: V první linii                   | Marty                         |                     |
| 2018 | Padesát odstínů svobody                        | Boyce Fox                     |                     |
| 2018 | The Domestics                                  | Mark West                     |                     |
| 2018 | Bigger                                         | Joe Weider                    |                     |
| 2018 | Správný čas žít                                | Frank                         |                     |
| 2019 | Dokážeš udržet tajemství?                      | Jack Harper                   |                     |
| 2020 | Palm Springs                                   | Abe                           |                     |

### Televize
| Rok             | Název                 | Role                           | Poznámky                                                             |
| --------------- | --------------------- | ------------------------------ | -------------------------------------------------------------------- |
| 2003–2007       | Sedmé nebe            | Martin Brewer                  | hlavní role, 62 dílů                                                 |
| 2007            | Kriminálka Miami      | Shawn Hodges                   | díl: „Krém na opalování“                                             |
| 2007            | Grizzly: Pomsta šelmy | Wes Harding                    | TV film                                                              |
| 2009            | Lincoln Heights       | Tad                            | díl: „With You I Will Leave“ a „Bully for You“                       |
| 2009            | My Boys               | Owen Scott                     | díl: „Spring Training“                                               |
| 2009            | Castle na zabití      | Dylan Fulton                   | díl: „Nekonečná identita“                                            |
| 2011–2014, 2017 | Vlčí mládě            | Derek Hale                     | hlavní role (1.–4. řada), hostující role (6. řada); 63 dílů          |
| 2013            | The Sticks            | Clark Russell                  | TV film                                                              |
| 2016–2019       | Supergirl             | Kal-El / Clark Kent / Superman | 6 dílů                                                               |
| 2017            | Hollywood Game Night  | Sám sebe                       | díl: „Super Smashed Game Night“                                      |
| 2018–2019       | The Flash             | Kal-El / Clark Kent / Superman | díly: „Elseworlds, Part 1“ a „Crisis on Infinite Earths: Part Three“ |
| 2018–2020       | Arrow                 | Kal-El / Clark Kent / Superman | díly: „Elseworlds, Part 2“ a „Crisis on Infinite Earths: Part Four“  |
| 2019            | Jiný život            | Ian Yerxa                      | díly: „Across the Universe“ a „Through the Valley of Shadows“        |
| 2019            | Match Game            | Sám sebe                       | 1 díl                                                                |
| 2019            | Batwoman              | Kal-El / Clark Kent / Superman | díl: „Crisis on Infinite Earths: Part Two“                           |
| 2020            | Legends of Tomorrow   | Kal-El / Clark Kent / Superman | díl: „Crisis on Infinite Earths: Part Five“                          |
| 2021            | Superman a Lois       | Kal-El / Clark Kent / Superman | hlavní role                                                          |

### Videohry
| Rok  | Název                    | Role      | Poznámky       |
| ---- | ------------------------ | --------- | -------------- |
| 2020 | Final Fantasy VII Remake | Sephiroth | anglický verze |